# Антонін Мркос

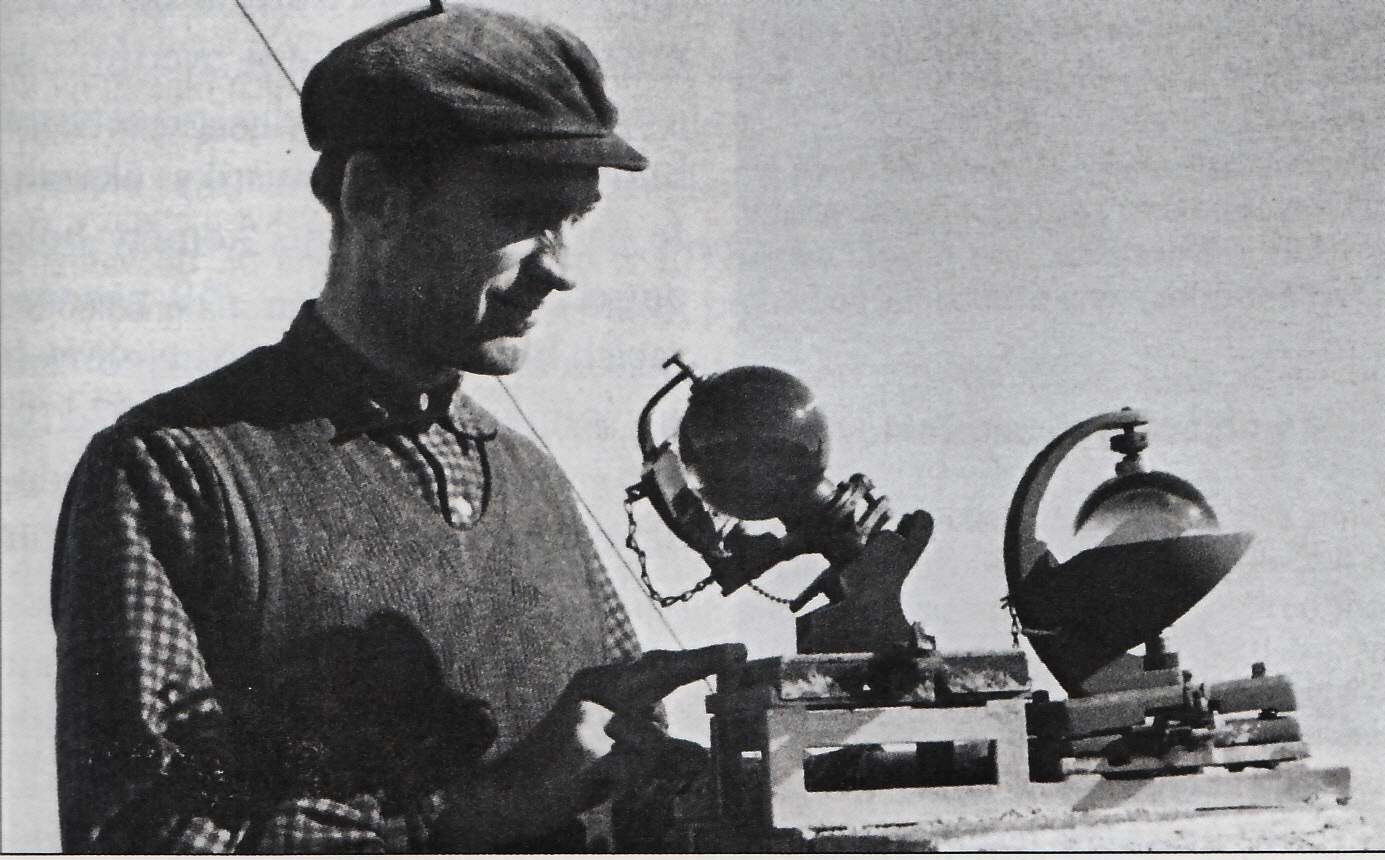
Антонін Мркос

Антонін Мркос (27 січня 1918, Стремчові — 29 травня 1996, Прага) — чеський астроном, полярний дослідник і викладач. Він відкрив багато астероїдів і комет, найвідомішою з яких є комета 45P/Хонди-Мркоса-Пайдушакової.

## Біографія
Народився в селянській родині. Закінчив загальноосвітню школу в Дольніх Лоучках, чотири роки гімназії в Тишнові, а потім учительський інститут у Святому-Яні-під-Скелею. Почав викладати в Новому Месті-на-Мораві, продовжив у Скрийі та Ждарці.
Після війни вже не вчителював, у 1945—1950 роках працював в астрономічній обсерваторії Скалнате плесо, згодом у 1950—1961 роках в обсерваторії Ломницький Штит у Високих Татрах. У той час він дистанційно вивчав астрономію на природничому факультеті Університету Коменського в Братиславі.
У 1957—1959 та 1961—1963 роках брав участь у двох радянських експедиціях в Антарктиді (третя і сьома).
У третій експедиції під керівництвом Євгенія Толстикова основним завданням Мркоса було фотоелектричне вимірювання світла нічного неба та полярних сяйв. Влітку як штурман і астроном він брав участь у дослідницьких походах. Антонін Мркос став другим чеським полярним дослідником в Антарктиді після Вацлава Войтеха.
У сьому радянську експедицію Чехословацька академія наук направила окрему групу у складі чотирьох вчених. Мркос був керівником групи, іншими членами групи були геофізик Алоїз Кочі та два фізики Павло Чалупка і Ярослав Петровський. Завданням чехословацької експедиції було продовження раніше проведених робіт і, крім того, вимірювання інтенсивності космічного випромінювання і дослідження магнітного поля Землі.
Після повернення з Антарктиди до Словаччини не повернувся, з 1965 року працював завідувачем обсерваторії в Клеті у. Чеські Будейовіце. Свою професійну діяльність він зосередив переважно на спостереженнях малих тіл Сонячної системи, планет і комет. За своє життя він відкрив або співвідкрив загалом 273 планети і 13 комета. Викладав астрономію на педагогічному факультеті Південночеського університету в Ческе-Будейовіце.
Антонін Мркос був одружений зі словацькою астрономкою Людмилою Пайдушаковою, але їхній шлюб розпався.

## Пам'ять
- На честь науковця названо астероїд 1832 Мркос.
- 2010 року ім'ям Мркоса названо вулицю в Празі.

## Роботи

### Книги
- Naši v Antarktidě: vyprávění a snímky československých účastníků třetí, čtvrté a páté sovětské výpravy do Antarktidy (Наші в Антарктиді: розповіді та світлини чехословацьких учасників третьої, четвертої та п'ятої радянських експедицій до Антарктиди) — Antonín Mrkos, Stanislav Bártl, Oldřich Praus, Oldřich Kostka; mapy Pavel Semrád, uspořádal Josef Vávra; předmluva Josef Novák. Praha: Práce, 1963
- Fotoelektrické, visuální a spektroskopické pozorování polárních září v Antarktidě v r. 1962 (Фотоелектричні, візуальні та спектроскопічні спостереження полярних сяйв в Антарктиді в 1962 р.) – B. m.: b. t.,1963

### Фотографії до книг
- Svět hvězd (Світ зір) — Pavel Petrovič Parenago; z ruského originálu přeložil Jaromír Široký; předmluva k českému vydání Josef Mikuláš Mohr; fotografie Antonín Mrkos. Praha: Nakladatelství ČSAV, 1953
- V zajetí ledu a hvězd (В полоні льоду і зір)– Antonín Jakeš; fotografie Antonín Mrkos, Ota Sep a Julius Janeba. České Budějovice: Jihočeské nakladatelství, 1983